# Dit quântico
Um dit quântico ou qudit é uma generalização do qubit para um espaço de Hilbert D-dimensional

## Entrelaçamento
Uma importante diferença entre o qubit e o bit clássico é que vários qubits podem exibir entrelaçamento quântico. Entrelaçamento é uma propriedade não local que permite que um conjunto de qubits consiga uma correlação maior do que o esperado em sistemas clássicos. As superposições que os qubits podem adotar permitem que cada um ajude a realizar dois cálculos ao mesmo tempo. Se dois qubits estão quantum-mecanicamente ligados, eles podem ajudar a executar quatro cálculos simultaneamente; Três qubits, oito cálculos; e assim por diante. No entanto, as superposições são extraordinariamente frágeis, tornando difícil trabalhar com múltiplos qubits.
Cientistas criaram um microchip que pode gerar dois qudits entrelaçados cada um com 10 estados, para 100 dimensões totais, mais do que o que seis qubits emaranhados poderiam gerar.